# 海南山麻杆
海南山麻杆（学名：Alchornea rugosa var. pubescens）为大戟科山麻杆属下的一个变种。